# Storskiftet
Storskiftet var i Sverige (med Finland) ett av regeringen understött ägoskifte av mark inom landsbygdens byar beslutad 1749, och den första större jordreformen i riket, där tegar slogs samman så att varje bonde fick ett fåtal sammanhängande åkrar.

## Bakgrund
Ända sedan forntiden och medeltiden låg böndernas stugor – mest för det gemensamma försvarets skull – hopgyttrade till byar. Ursprungligen hade endast själva hustomten varit enskild egendom och all den övriga jorden byns gemensamma tillhörighet. Men under medeltiden fördelades åkerjorden på gårdarna så att var och en fick sin andel i all sorts jord, både bättre och sämre. Skog och betesmark ingick inte i delningen utan brukades gemensamt. Egendomarna bestod nu av en mängd kringspridda tegar, vars antal ökades så snart ett stycke utmark odlades upp. Då skulle nämligen varje gård ha sin åkerteg i det nya gärdet. Genom arvskiften blev alla dessa jordbitar ytterligare styckade. Exempelvis bestod ägorna i Hyllieby vid Limhamn i Skåne av 2 508 tegar som var fördelade mellan 33 bönder.
Systemet ledde till en rad problem. Mycket tid spilldes på att föra dragare och redskap från jordlapp till jordlapp, ofta långt från gården. Transporterna av skörden blev orimligt långa, och bönderna blev starkt beroende av sina grannar, särskilt i skördetid. Skörden måste göras samtidigt av alla jordägare, då man inte kunde köra in grödan över grannens omejade åker. Och en särskild väg till varje teg kunde man inte ha. Men detta hade till följd att flitiga bönder ständigt hindrades av de lata, och så kom hela byns jordbruk på efterkälken.
I en rapport till Vetenskapsakademien 1741 föreslog Jacob Faggot en ägoskiftesreform. Han avgav år 1748 ett senare mycket berömt memorial till lagkommissionen angående tegskiftenas förändring till storskiften. Han påvisade hur jorden i byalagen var söndersplittrad i så smala remsor att den omöjligen kunde brukas med nytta. Skulle det svenska jordbruket ryckas upp så var det enligt Faggot nödvändigt att regeringen grep in och gav var och en, som ville lägga sin tegskiftade jord i storskifte, rätt till att få hela byns jord storskiftad.

## Genomförande
1749 infördes ett stadgande om reformen i lantmäteristadgan och 1757 utfärdades en förordning om hur det skulle gå till. Storskifte krävde att alla markägare var överens om att skifte skulle ske. 1762 uppsattes ett mål på högst fyra skiften åker och fyra skiften äng per gård. Dessa mål uppnåddes ytterst sällan vid ägoskiften. Från 1783 gavs även bönder rätt att begära att få sina ägor utbrutna ur den övriga byns utan övriga bönders medgivande.
Avsikten var att öka produktiviteten genom att varje gård fick färre men större tegar och därigenom öka jordbrukets avkastning. Genomförandet av reformen gick dock långsamt. Särskilt var det besvärligt att övertyga allmogen om att somliga måste byta ut bättre jord mot sämre av större areal. Skillnaderna i natur och brukningssätt mellan olika landsdelar av Sverige var också för stora för att samma tillvägagångssätt för storskiftets genomförande skulle lämpa sig för hela riket. Därför behövdes olika förordningar för olika län, och en del sådana tillkom också efter hand till ledning för lantmätarna, allt eftersom man hunnit samla erfarenheter.
För att skynda på processen beslöts om enskifte 1807 och laga skifte 1827. I Storfurstendömet Finland genomfördes en storskiftesreglering till största del på 1870-talet, men även så sent som under 1900-talets första årtionde. l Finland hade inget enskifte hunnit genomföras före utbrottet av Finska kriget och landet omfattades inte av det laga skiftet.
Innan dess hade teg- eller solskiftet gällt, vilket innebar att varje gård skulle ha var sin andel av likvärdig kvalitet i byns samtliga åkergärden och ängsmarker. Det handlade om rättvisa och riskspridning. Olika gärden kunde vara mer eller mindre bördiga, torra, svårplöjda mm. Resultatet blev oftast långsmala åkertegar med relativt liten area och att de enskilda brukarna ofta måste förflytta sig långa sträckor för att kunna utnyttja alla sina åkerremsor i de olika gärdena.
De många bevarade storskifteskartorna (cirka 40 000 stycken) visar att reformen ledde till en minskning av antalet åkertegar, men inte alls i den omfattning som reformivrarna hade hoppats. Så småningom ledde det till att storskiftet bara blev den första av flera skiftesreformer. Det följdes av enskiftet som genomfördes från 1803, det laga skiftet från 1827 (i Sverige) och nyskifte från 1917 (i Finland).